# Svatý kopeček (báseň)
Svatý kopeček je rozsáhlá lyricko-epická báseň Jiřího Wolkera ze sbírky Host do domu z roku 1921. Jde vlastně o pásmo, které básnickým jazykem vypráví autorův zážitek z jednoho jediného dne z návštěvy kraje svého dětství, kde trávil své prázdniny u svých prarodičů. Tímto místem je Svatý Kopeček u Olomouce.
Báseň obsahuje, kromě lyrického popisu místní přírody a krajiny, silné sociální aspekty včetně odkazů na autorův obdiv k tehdejší představě o socialismu (Lenin, Sovětské Rusko), dále je zde silně patrný idealistický pohled na křesťanství (kostel, procesí, boží slovo, dobrý Ježíš Kristus, panenka Marie), v neposlední řadě pak problematika generačního pohledu na svět - biologické rozdíly mezi mladým studentem a básníkem (autorem díla) a jeho mrtvými a nemocnými prarodiči i jasná sociální problematika (nezaměstnanost, chudoba).
Jde o příběh jednodenní návštěvy odehrávající se během jediného dne, kdy autor nejprve navštíví své prarodiče respektive svoji těžce nemocnou babičku, která mu v dětství nosívala pomeranče, poté přes den pracuje se svými kamarády v lese a večer s nimi vzpomíná na své dětství v hospodě u silnice, zjišťuje jejich životní osudy a porovnává je se svým vlastním životem, závěr díla tvoří vzpomínky před spaním na autorovu milou, které pomalu přecházejí ve sny.